# 1989 în jocuri video
Acest articol prezintă evenimente importante legate de jocuri video din anul 1989. Vezi și istoria jocurilor video.

## Evenimente
În 1989, au apărut mai multe sequel-uri și prequel-uri în jocurile video, precum Phantasy Star II, Super Mario Land, Super Monaco GP, alături de titluri noi precum Big Run, Bonk's Adventure, Final Fight, Golden Axe, Strider, Hard Drivin' și Teenage Mutant Ninja Turtles. În 1989 a avut loc lansarea Sega Genesis și TurboGrafx-16 în America de Nord și Game Boy în întreaga lume împreună cu Tetris și Super Mario Land..
Jocurile arcade cu cele mai mari încasări ale anului în Japonia au fost Final Lap de la Namco și Tetris de la Sega, în timp ce jocurile video arcade cu cele mai mari încasări din Statele Unite au fost Double Dragon, Super Off Road și Hard Drivin'. Cel mai bine vândut sistem de acasă al anului a fost Nintendo Entertainment System (Famicom) pentru al șaselea an consecutiv, în timp ce cele mai bine vândute jocuri video pentru acasă din acest an au fost Super Mario Bros. 3 în Japonia și RoboCop în Regatul Unit.

### Reviste
În 1989, au apărut 12 numere lunare ale revistei Computer Gaming World din care reiese că sunt lansate din ce în ce mai puține jocuri pentru computerele clasice Apple II și Atari pe 8 biți.